# 海宏塔
海宏塔是一座清代八角七级实心楼阁式砖塔，高28.6米，位于中华人民共和国山西省吕梁市汾阳市文峰街道南关村海洪路，是汾阳市文物保护单位之一。
海宏塔创建于宋代，系临济宗第六代祖师汾阳善昭禅师的舍利塔。清康熙三年（1664年）重建。文革期间寺庙由农业局开粉房、养猪牛，遭受严重破坏，荡然无存。2003年义弘法师修复海宏塔。
1993年12月28日，海宏塔公布为汾阳市文物保护单位。2008-2011年，在塔旁重建海宏寺的天王殿、大雄宝殿。